# Neuvillette (Aisne)
Neuvillette település Franciaországban, Aisne megyében. Lakosainak száma 180 fő (2022. január 1.). Neuvillette Bernot, Fontaine-Notre-Dame, Marcy, Mont-d’Origny, Origny-Sainte-Benoite, Regny és Thenelles községekkel határos.

## Népesség
A település népességének változása:
| Lakosok száma | 225  | 199  | 185  | 198  | 188  | 187  | 186  | 187  | 190  | 180  |
|               | 1968 | 1982 | 1990 | 2006 | 2013 | 2015 | 2017 | 2019 | 2020 | 2022 |